# 저위밀건법

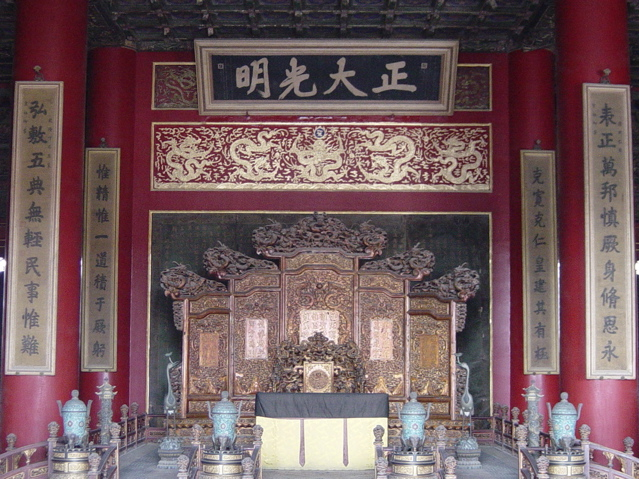
자금성 건청궁 중앙의 옥좌. 그 위에는 정대광명(正大光明) 편액이 걸려 있다.

저위밀건법(儲位密建法) 또는 태자밀건법(太子密建法)은 청나라의 후계자 선출 방식으로 순치제가 유조로 황태자를 선출하는 방법에서부터 시작되었다. 강희제 때에는 잠정 폐지되었으나 미리 정해놓은 황태자 윤잉이 비행을 일으키자 윤잉을 폐위하고 다시 저위비건법으로 후계자를 선출하였다. 이때 황제는 유조를 적어 건청궁의 ‘정대광명’(正大光明) 편액 뒤쪽에 놓아두고 또다른 글을 썼는데 이때 내무부(內務府)에서 보관하다가 유조에 적힌 후계자의 이름과 황제가 은밀히 내무부에 보관한 후계자의 이름이 맞으면 그 황자를 후계자로 정하였다.
강희제, 옹정제, 건륭제, 도광제, 함풍제가 이러한 방식으로 황위에 올랐으나 그 뒤인 동치제 때에는 동치제가 함풍제의 유일한 황자여서 저위비건법이 필요치 않았기 때문에 저위비건법을 통한 황위 계승은 더 이상 없었다.